# Carlos Alberto Torres
Carlos Alberto Torres (Rio de Janeiro, 17 luglio 1944 – Rio de Janeiro, 25 ottobre 2016) è stato un calciatore e allenatore di calcio brasiliano, di ruolo difensore.
Soprannominato Capitão do tri (in italiano "Capitano del Tri"), è considerato uno dei più forti difensori brasiliani della storia del calcio. Occupa la 40ª posizione nella speciale classifica dei migliori calciatori sudamericani del XX secolo pubblicata dall'IFFHS nel 2004. Nello stesso anno, Pelé lo ha anche inserito nella FIFA 100, la lista dei 125 migliori calciatori viventi, redatta in occasione del Centenario della FIFA.
Con la nazionale brasiliana ha vinto da capitano il Campionato mondiali di calcio del 1970, realizzando l'ultimo gol del Brasile nella finale vinta per 4-1 contro l''Italia.

## Biografia

### Carriera

#### Club
Debuttò nel calcio professionistico nei primi anni sessanta con la maglia del Fluminense. La sua carriera si è successivamente svolta nel Santos, nel Botafogo e nel Flamengo prima di seguire il suo compagno di squadra Pelé in America nei N.Y. Cosmos

#### Nazionale
Con la Nazionale olimpica vince la medaglia d'oro ai IV Giochi panamericani tenutisi a San Paolo nel 1963.
Capitano della Nazionale durante i mondiali del 1970 in Messico, Torres fu, tra l'altro, su assist di Pelé, il marcatore del quarto goal brasiliano con il quale i sudamericani batterono l'Italia in finale (4-1), concludendo un'azione corale; tale rete è considerata tra le più belle mai realizzate, inserita all'ottavo posto nella classifica del Più grande gol nella storia della Coppa del Mondo FIFA indetta dalla FIFA nel 2002.

#### Allenatore
Dal 17 aprile 1983 al 14 agosto 1983 allena il Flamengo. Come allenatore ha tra l'altro guidato la Nazionale dell'Azerbaigian fino al 9 giugno del 2005, giorno del suo esonero.

### Dopo il ritiro
Ha ricoperto il ruolo di ambasciatore per i New York Cosmos di Pelé ed Éric Cantona.
È morto il 25 ottobre 2016 a causa di un infarto ed oggi riposa nel cimitero di Irajá, a nord di Rio de Janeiro.

## Vita privata
Anche suo figlio Alexandre Torres è stato un calciatore. In seguito Carlos Alberto Torres sposò l'attrice Teresinha Sodré: la coppia divorziò dopo molti anni di matrimonio.

## Statistiche

### Cronologia presenze e reti in nazionale
| Cronologia completa delle presenze e delle reti in nazionale ― Brasile olimpica | Cronologia completa delle presenze e delle reti in nazionale ― Brasile olimpica | Cronologia completa delle presenze e delle reti in nazionale ― Brasile olimpica | Cronologia completa delle presenze e delle reti in nazionale ― Brasile olimpica | Cronologia completa delle presenze e delle reti in nazionale ― Brasile olimpica | Cronologia completa delle presenze e delle reti in nazionale ― Brasile olimpica | Cronologia completa delle presenze e delle reti in nazionale ― Brasile olimpica | Cronologia completa delle presenze e delle reti in nazionale ― Brasile olimpica |
| Data                                                                            | Città                                                                           | In casa                                                                         | Risultato                                                                       | Ospiti                                                                          | Competizione                                                                    | Reti                                                                            | Note                                                                            |
| ------------------------------------------------------------------------------- | ------------------------------------------------------------------------------- | ------------------------------------------------------------------------------- | ------------------------------------------------------------------------------- | ------------------------------------------------------------------------------- | ------------------------------------------------------------------------------- | ------------------------------------------------------------------------------- | ------------------------------------------------------------------------------- |
| 24-4-1963                                                                       | San Paolo                                                                       | Brasile olimpica                                                                | 3 – 1                                                                           | Uruguay olimpica                                                                | IV Giochi panamericani - Fase finale a gironi                                   | -                                                                               |                                                                                 |
| 28-4-1963                                                                       | San Paolo                                                                       | Brasile olimpica                                                                | 10 – 0                                                                          | Stati Uniti olimpica                                                            | IV Giochi panamericani - Fase finale a gironi                                   | -                                                                               |                                                                                 |
| 30-4-1963                                                                       | San Paolo                                                                       | Brasile olimpica                                                                | 3 – 1                                                                           | Cile olimpica                                                                   | IV Giochi panamericani - Fase finale a gironi                                   | -                                                                               |                                                                                 |
| 4-5-1963                                                                        | San Paolo                                                                       | Brasile olimpica                                                                | 2 – 2                                                                           | Argentina olimpica                                                              | IV Giochi panamericani - Fase finale a gironi                                   | -                                                                               | [ 11 ]                                                                          |
| Totale                                                                          |                                                                                 | Presenze                                                                        | 4                                                                               |                                                                                 | Reti                                                                            | 0                                                                               |                                                                                 |

## Palmarès

### Giocatore

#### Club

##### Competizioni nazionali
- Campionato Carioca: 3

Fluminense: 1964, 1975, 1976
- Taça Guanabara: 2

Fluminense: 1966, 1975
- Torneo Rio-San Paolo: 1

Santos: 1966
- Campionato paulista: 4

Santos: 1967, 1968, 1969, 1973
- Torneo Roberto Gomes Pedrosa: 1

Santos: 1968
- North American Soccer League: 4

N.Y. Cosmos: 1978, 1979, 1980, 1982
- Supercoppa dei Campioni Intercontinentali: 1

Santos: 1969

#### Nazionale

##### Competizioni giovanili e olimpiche
- Giochi panamericani: 1

San Paolo 1963

##### Competizioni maggiori
- Campionato mondiale: 1

Messico 1970

#### Individuale
- Candidato al Dream Team del Pallone d'oro

### Allenatore

#### Club

##### Competizioni nazionali
- Campionato brasiliano: 2

Flamengo: 1983
Botafogo: 1995
- Taça Rio: 3

Flamengo: 1983, 1985
Botafogo: 1997
- Taça Guanabara: 2

Flamengo: 1984
Botafogo: 1997
- Campionato Carioca: 2

Botafogo: 1996, 1997

##### Competizioni internazionali
- Coppa CONMEBOL: 1

Botafogo: 1993